# Olympische Sommerspiele 1924/Leichtathletik – 110 m Hürden (Männer)

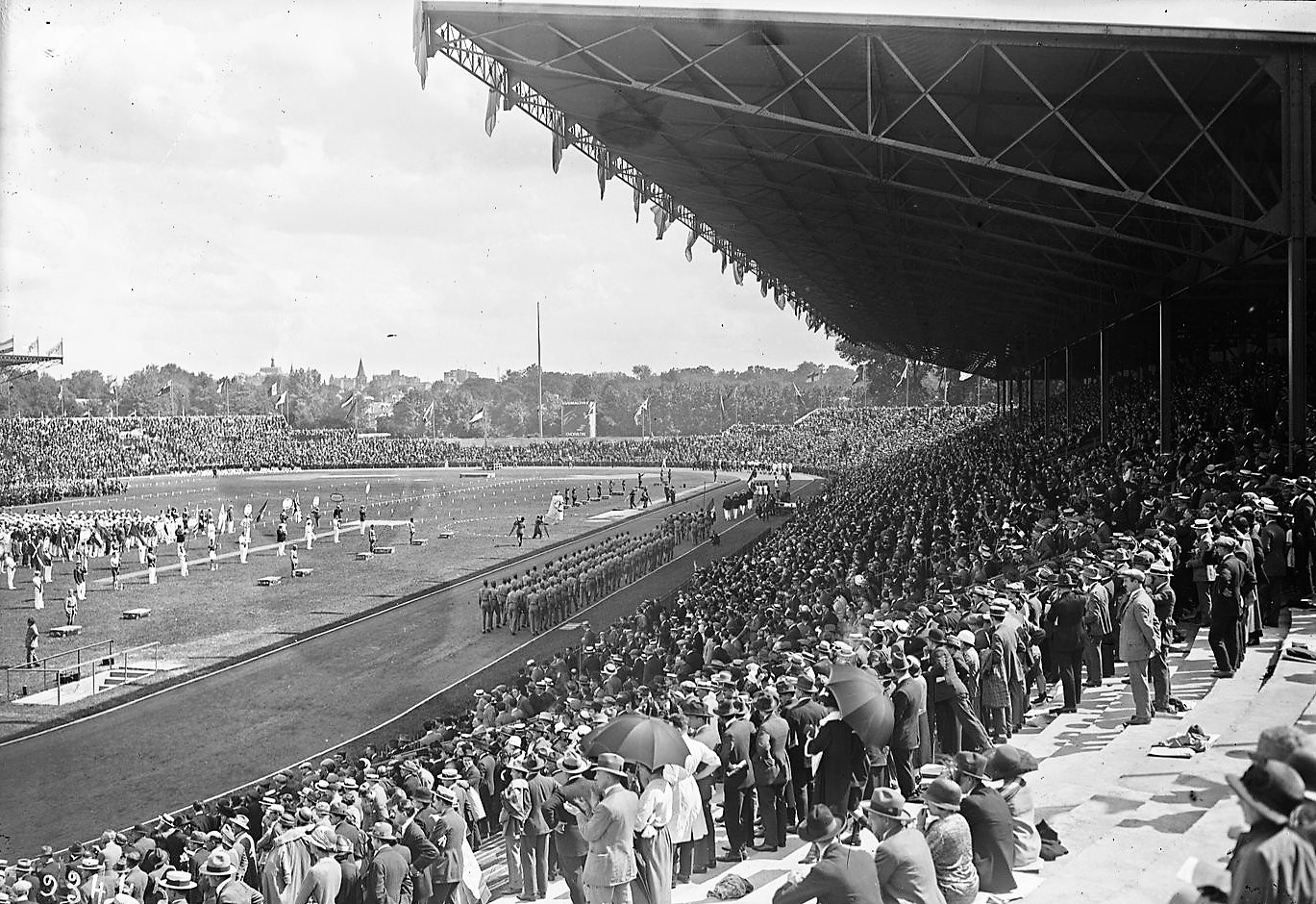
Das Olympiastadion während der Eröffnungszeremonie

Der 110-Meter-Hürdenlauf der Männer bei den Olympischen Spielen 1924 in Paris wurde am 8. und 9. Juli 1924 im Stade de Colombes ausgetragen. 28 Athleten nahmen teil.
Olympiasieger wurde der US-Amerikaner Daniel Kinsey vor dem Südafrikaner Sidney Atkinson. Bronze ging an den Schweden Sten Pettersson.

## Bestehende Rekorde
| Weltrekord         | 14,8 s | Earl Thomson ( USA) | OS Antwerpen, Belgien | 18. August 1920 |
| Olympischer Rekord | 14,8 s | Earl Thomson ( USA) | OS Antwerpen, Belgien | 18. August 1920 |

Der bestehende Olympia- und Weltrekord wurde hier in Paris nicht erreicht.

## Durchführung des Wettbewerbs
Die Athleten traten am 8. Juli zu den insgesamt acht Vorläufen an. Die jeweils zwei besten Läufer – hellblau unterlegt – qualifizierten sich für das Halbfinale am gleichen Tag. Auch aus den drei Vorentscheidungen kamen die jeweils zwei besten Läufer – wiederum hellblau unterlegt – in das Finale, welches am nächsten Tag stattfand.

## Vorläufe
Datum: 8. Juli 1924
Die Vorlaufeinteilung ist aus heutiger Sicht ähnlich wie bei zahlreichen Wettbewerben früherer Olympischer Spiele nicht nachvollziehbar. Die Anzahl der Athleten je Rennen war vollkommen unterschiedlich. Im ersten Vorlauf gingen sechs Sportler an den Start, in Vorlauf sieben war es nur ein einziger, der natürlich nur ins Ziel kommen musste, um in die nächste Runde zu gelangen. Die Anzahl der Läufer in den weiteren Vorläufen differierte zwischen drei und fünf. So konnte von Chancengleichheit nicht die Rede sein.
Es sind nicht alle Zeiten überliefert.

### Vorlauf 1

Alberto Byington (hier im Jahr 1964) – ausgeschieden als Fünfter des ersten Vorlaufs

| Platz | Name              | Nation           | Zeit   | Anmerkung |
| ----- | ----------------- | ---------------- | ------ | --------- |
| 1     | George Guthrie    | USA              | 15,8 s |           |
| 2     | Otakar Jandera    | Tschechoslowakei | 16,0 s |           |
| 3     | Leopold Partridge | Großbritannien   | k. A.  |           |
| 4     | Tibor Püspöki     | Ungarn           | k. A.  |           |
| 5     | Alberto Byington  | Brasilien        | k. A.  |           |

### Vorlauf 2
| Platz | Name              | Nation         | Zeit   | Anmerkung |
| ----- | ----------------- | -------------- | ------ | --------- |
| 1     | Sten Pettersson   | Schweden       | 15,6 s |           |
| 2     | Eric Harrison     | Großbritannien | k. A.  |           |
| 3     | Alfredo Ugarte    | Chile          | k. A.  |           |
| DNF   | Guillermo Newbery | Argentinien    |        |           |

### Vorlauf 3
| Platz | Name              | Nation         | Zeit   | Anmerkung |
| ----- | ----------------- | -------------- | ------ | --------- |
| 1     | Fred Gaby         | Großbritannien | 15,6 s |           |
| 2     | Oscar van Rappard | Niederlande    | k. A.  |           |
| 3     | Victor Moriaud    | Schweiz        | k. A.  |           |
| 4     | Warren Montabone  | Kanada         | k. A.  |           |

### Vorlauf 4
| Platz | Name          | Nation     | Zeit   | Anmerkung |
| ----- | ------------- | ---------- | ------ | --------- |
| 1     | Henri Thorsen | Dänemark   | 16,0 s |           |
| 2     | Willi Moser   | Schweiz    | k. A.  |           |
| 3     | Henri Bernard | Frankreich | k. A.  |           |

### Vorlauf 5
| Platz | Name                 | Nation          | Zeit   | Anmerkung |
| ----- | -------------------- | --------------- | ------ | --------- |
| 1     | Daniel Kinsey        | USA             | 15,4 s |           |
| 2     | Gabriel Sempé        | Frankreich      | 15,6 s |           |
| 3     | Sydney David Pierce  | Kanada          | 16,2 s |           |
| 4     | Ioannis Talianos     | Griechenland    | 16,3 s |           |
| 5     | Cheruvari Lakshmanan | Britisch-Indien | 16,4 s |           |

### Vorlauf 6

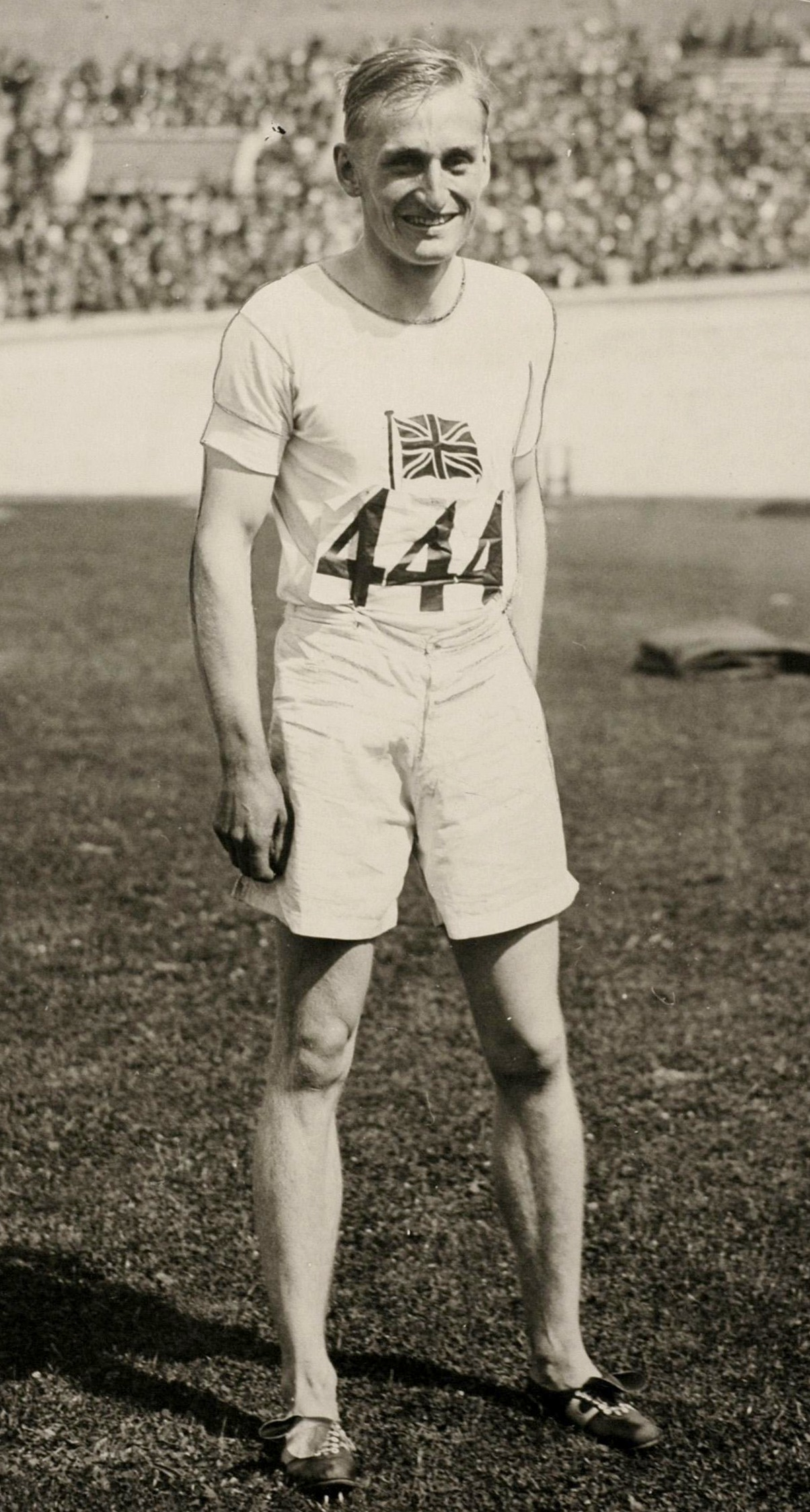
David Cecil, 6. Marquess of Exeter (hier im Jahr 1928) startete unter dem bürgerlichen Namen David Burghley – ausgeschieden als Dritter des achten Vorlaufs

| Platz | Name                     | Nation     | Zeit   | Anmerkung |
| ----- | ------------------------ | ---------- | ------ | --------- |
| 1     | Carl-Axel Christiernsson | Schweden   | 15,6 s |           |
| 2     | Gilbert Allart           | Frankreich | 16,2 s |           |
| 3     | Louis Lundgren           | Dänemark   | k. A.  |           |

### Vorlauf 7
| Platz | Name                     | Nation | Zeit   | Anmerkung |
| ----- | ------------------------ | ------ | ------ | --------- |
| 1     | Franklin Pitcher Johnson | USA    | 16,6 s |           |

### Vorlauf 8
| Platz | Name            | Nation                | Zeit   | Anmerkung |
| ----- | --------------- | --------------------- | ------ | --------- |
| 1     | Sidney Atkinson | Südafrikanische Union | 15,2 s |           |
| 2     | Karl Anderson   | USA                   | 15,4 s |           |
| 3     | David Burghley  | Großbritannien        | k. A.  |           |
| 4     | László Muskát   | Ungarn                | k. A.  |           |

## Halbfinale
Datum: 8. Juli 1924
Es sind nicht alle Zeiten überliefert.

### Lauf 1
| Platz | Name                     | Nation      | Zeit   | Anmerkung |
| ----- | ------------------------ | ----------- | ------ | --------- |
| 1     | Daniel Kinsey            | USA         | 15,4 s |           |
| 2     | Sten Pettersson          | Schweden    | 15,6 s |           |
| 3     | Franklin Pitcher Johnson | USA         | 15,8 s |           |
| 4     | Oscar van Rappard        | Niederlande | k. A.  |           |
| 5     | Gilbert Allart           | Frankreich  | 16,2 s |           |

### Lauf 2

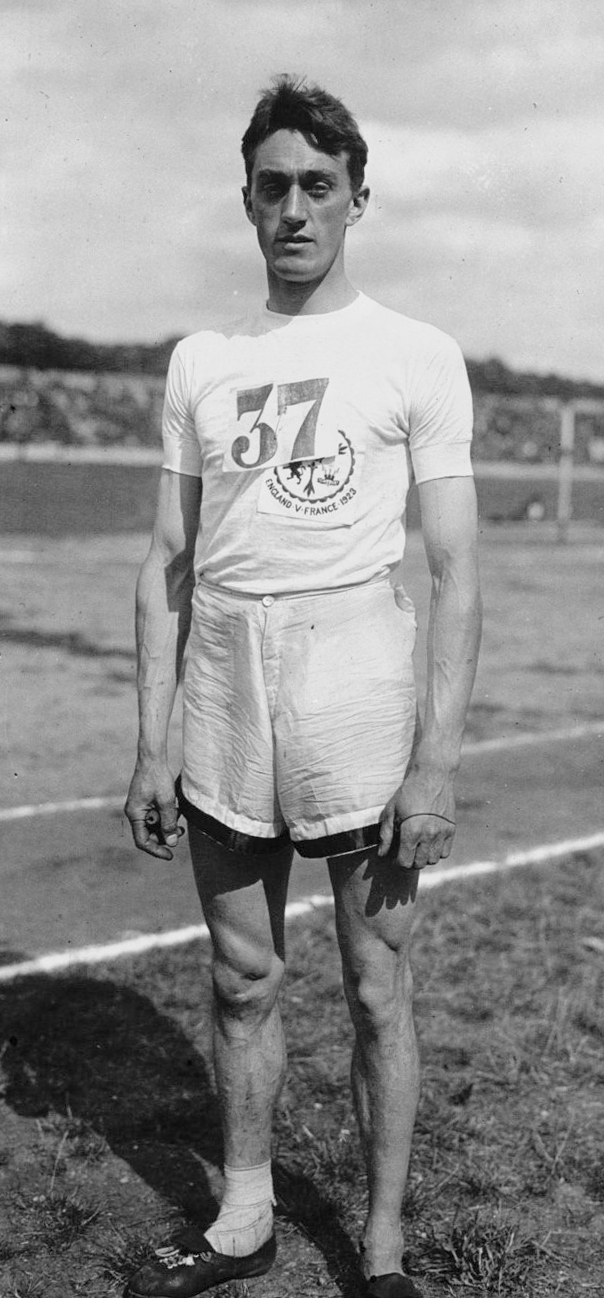
Fred Gaby – ausgeschieden als Dritter des zweiten Viertelfinals
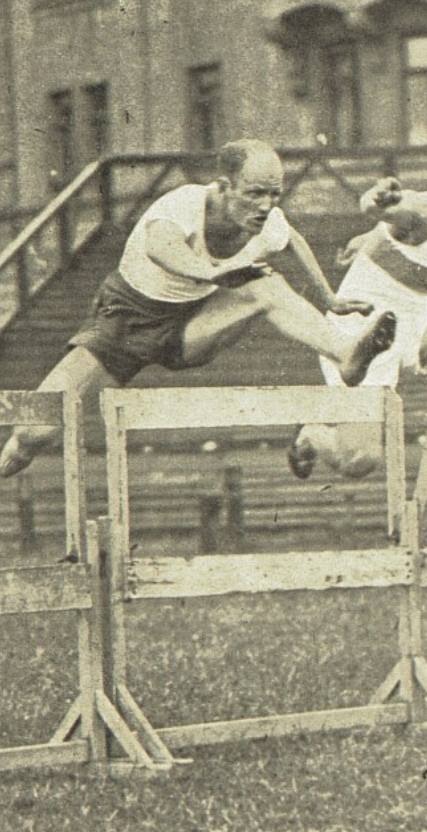
Otakar Jandera – ausgeschieden als Vierter des zweiten Viertelfinals
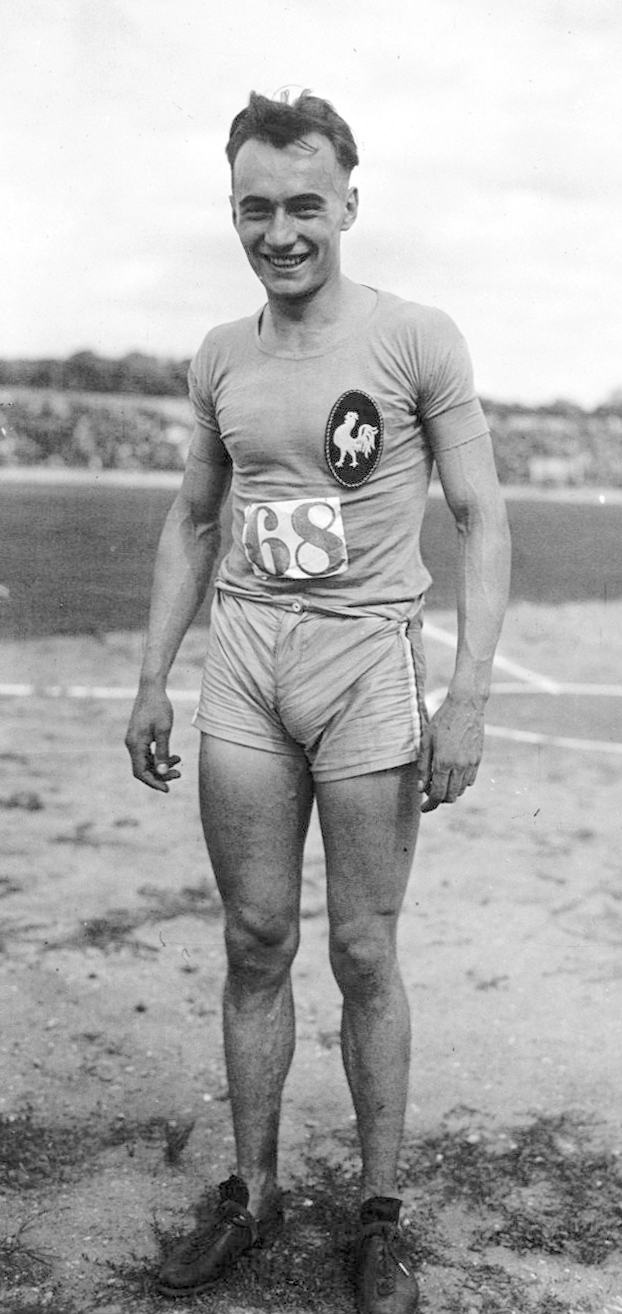
Gabriel Sempé – ausgeschieden als Dritter des dritten Viertelfinals

| Platz | Name                     | Nation           | Zeit   | Anmerkung |
| ----- | ------------------------ | ---------------- | ------ | --------- |
| 1     | Carl-Axel Christiernsson | Schweden         | 15,4 s |           |
| 2     | Karl Anderson            | USA              | 15,4 s |           |
| 3     | Fred Gaby                | Großbritannien   | 15,7 s |           |
| 4     | Otakar Jandera           | Tschechoslowakei | k. A.  |           |
| 5     | Willi Moser              | Schweiz          | 16,1 s |           |

### Lauf 3
| Platz | Name            | Nation                | Zeit   | Anmerkung |
| ----- | --------------- | --------------------- | ------ | --------- |
| 1     | George Guthrie  | USA                   | 15,2 s |           |
| 2     | Sidney Atkinson | Südafrikanische Union | 15,2 s |           |
| 3     | Gabriel Sempé   | Frankreich            | 15,3 s |           |
| 4     | Eric Harrison   | Großbritannien        | 15,7 s |           |
| 5     | Henri Thorsen   | Dänemark              | 15,7 s |           |

## Finale
Datum: 9. Juli 1924
| Platz | Name                     | Nation                | Zeit              | Anmerkung |
| ----- | ------------------------ | --------------------- | ----------------- | --------- |
| 1     | Daniel Kinsey            | USA                   | 15,0 s            |           |
| 2     | Sidney Atkinson          | Südafrikanische Union | 15,0 s            |           |
| 3     | Sten Pettersson          | Schweden              | 15,4 s            |           |
| 4     | Carl-Axel Christiernsson | Schweden              | 15,5 s            |           |
| 5     | Karl Anderson            | USA                   | k. A.             |           |
| 6     | George Guthrie           | USA                   | 3 Hürden gerissen |           |

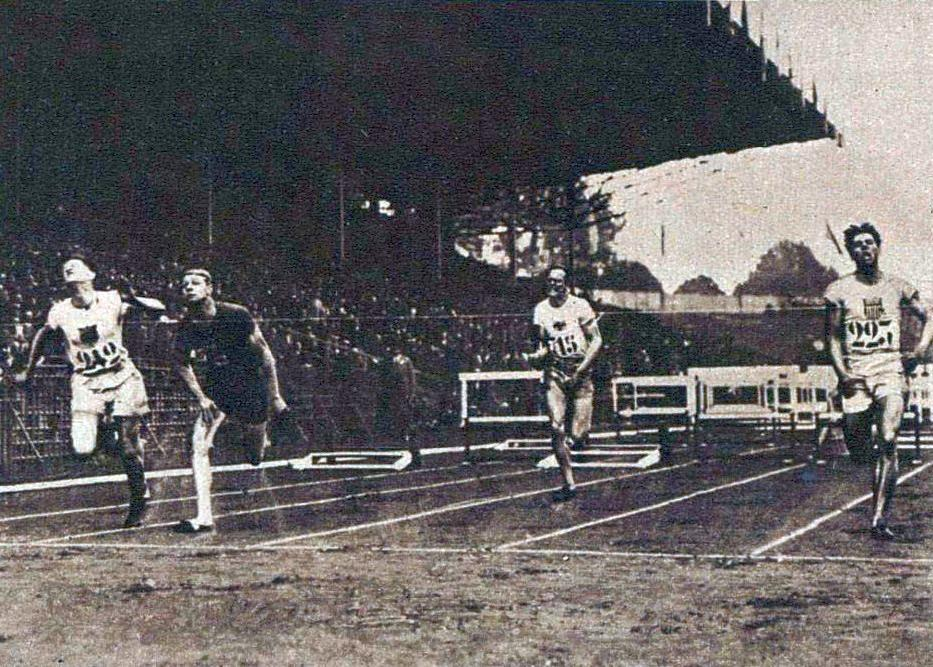
Die 110-Meter-Hürdenläufer im Ziel (v. l. n. r.): Daniel Kinsey, Sidney Atkinson, Carl-Axel Christiernsson, George Guthrie

Das Finale war ein Kopf-an-Kopf-Rennen zwischen Daniel Kinsey und Sidney Atkinson. Atkinson berührte die zehnte Hürde mit dem Fuß, kam dadurch ins Straucheln und verlor die mögliche Goldmedaille an Kinsey. Karl Anderson, der hinter den Führenden in Lauerstellung lag, kam an der neunten Hürde zu Fall, konnte aber das Ziel noch erreichen. George Guthrie beendete das Rennen zwar als Dritter, wurde jedoch offiziell auf Platz sechs zurückgestuft. Er hatte drei Hürden umgestoßen, was zu dieser Zeit irregulär war. Durch Guthries Rückstufung kam Sten Pettersson zur Bronzemedaille.
Daniel Kinseys Goldmedaille bedeutete den sechsten US-Sieg im siebten olympischen Finale in dieser Disziplin.
Sidney Atkinson und Sten Pettersson gewannen die ersten Medaillen für ihre Länder in dieser Disziplin.

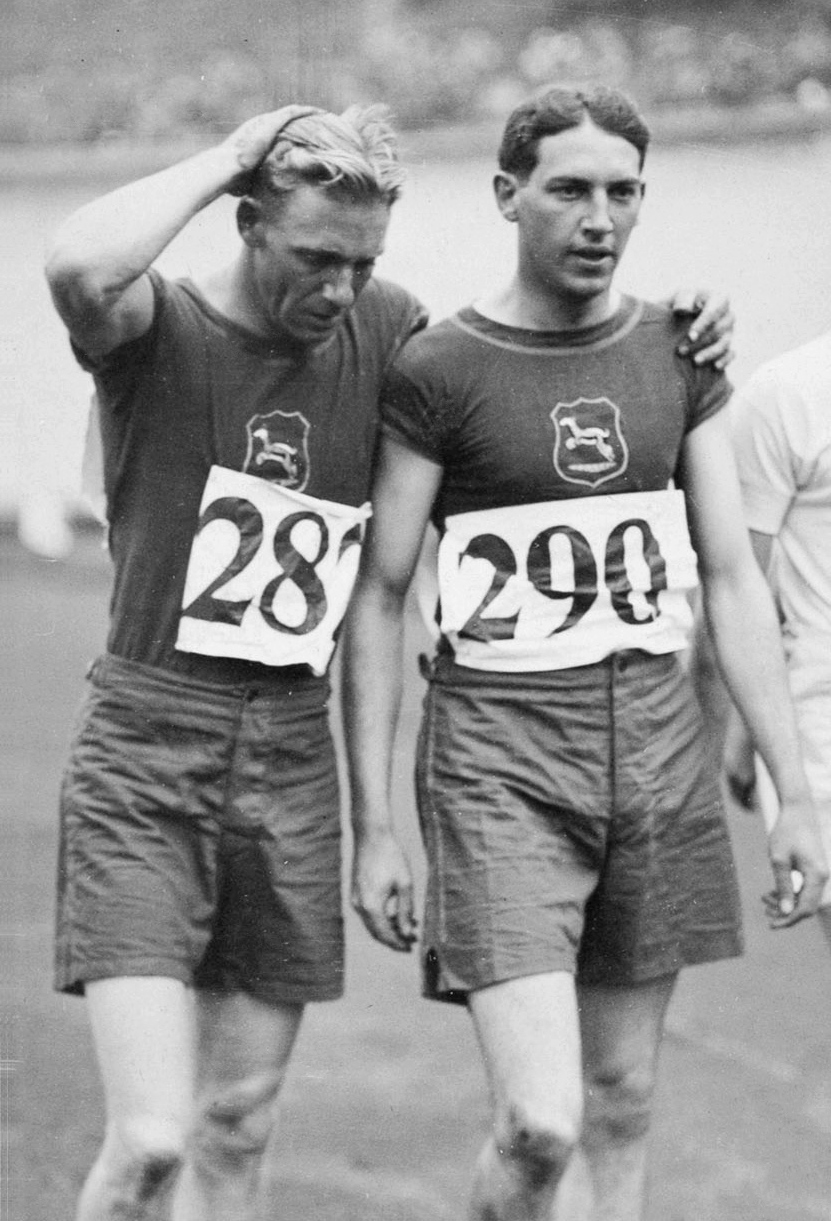
Silbermedaillengewinner Sidney Atkinson (links)
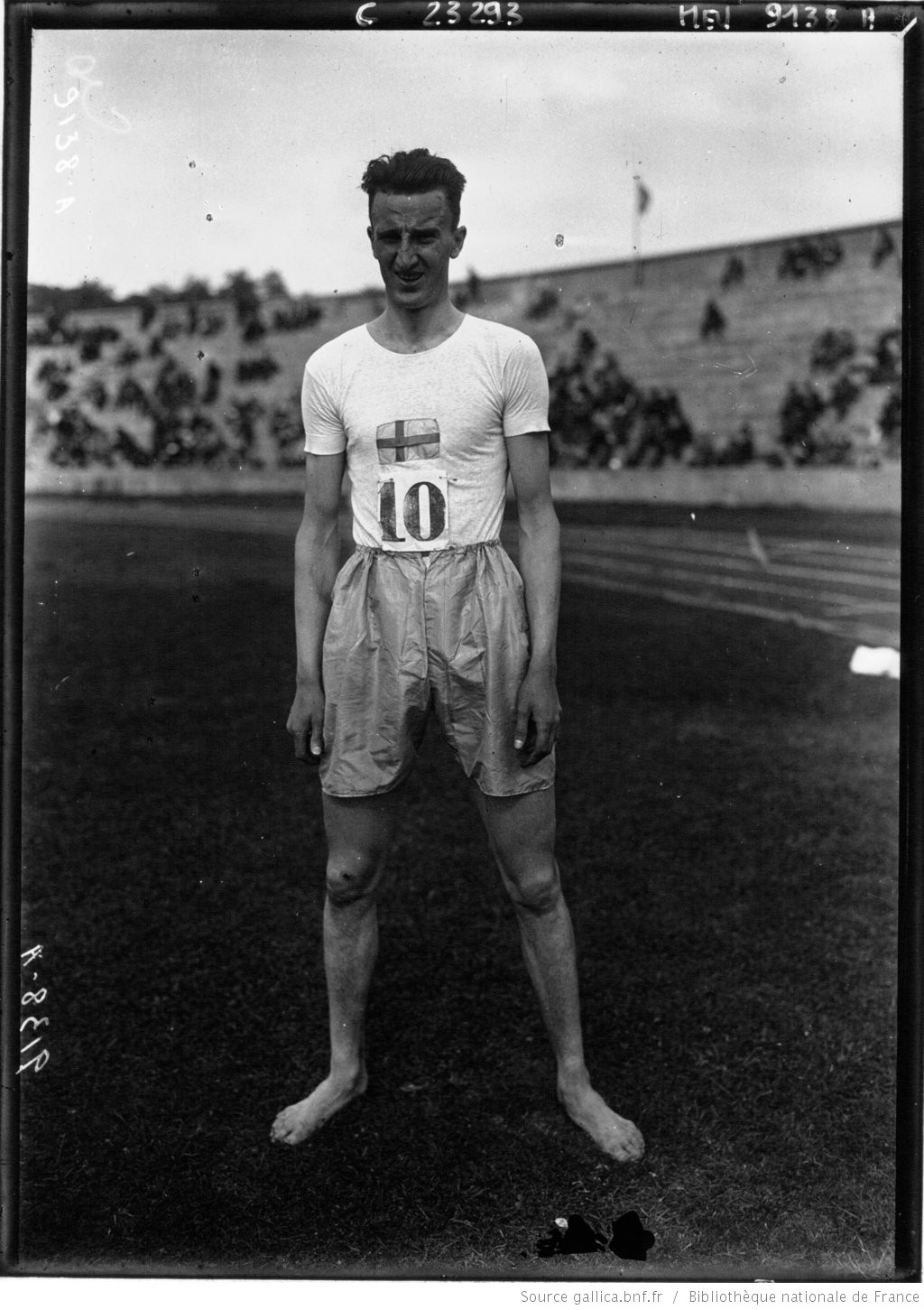
Bronze gab es für Sten Pettersson
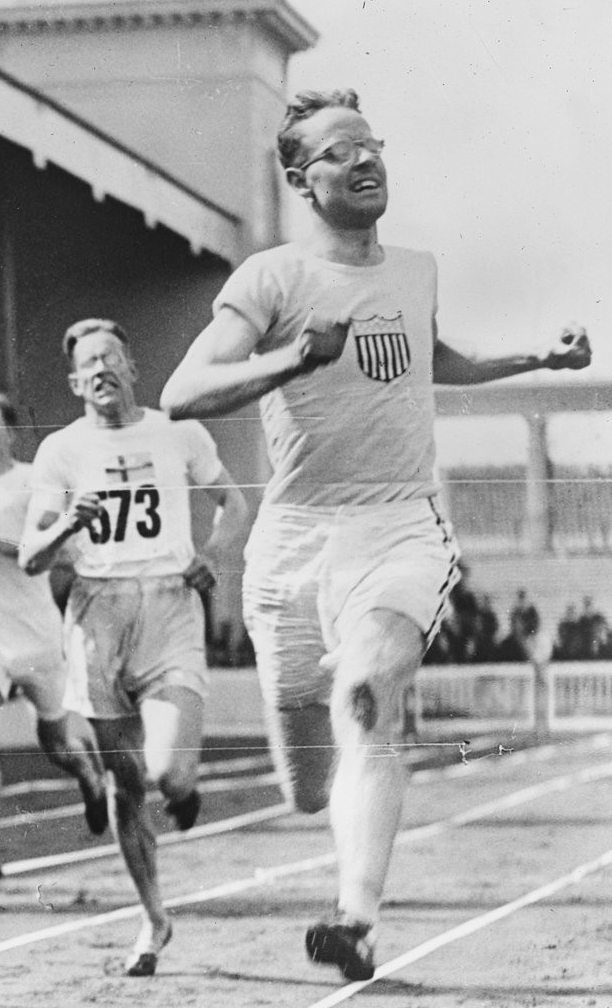
Carl-Axel Christiernsson (links) kam auf den vierten Platz

## Video
- Daniel Kinsey Wins 110m Hurdles Gold For South Africa - Paris 1924 Olympics, youtube.com, abgerufen am 2. Juni 2021
- The Olympic Games in Paris, 1924 (1925 Documentary), youtube.com, Bereich: 53:54 min bis 54:43 min, abgerufen am 2. Juni 2021